# 諾克斯龍屬
諾克斯龍屬（學名：Knoxosaurus）是已滅絕合弓綱動物的一屬，屬於盤龍目卡色龍科，是種草食性動物。化石發現於美國德州諾克斯縣的聖安吉洛組（San Angelo Formation）上層，地質年代為二疊紀中期。。
在1962年，美國古動物學家Everett C. Olson將這些破碎化石命名為Knoxosaurus niteckii，並歸類於新建立的始獸齒下目（Eotheriodontia），當時範圍是介於原始盤龍目、更類似哺乳類的獸齒類。諾克斯龍、其他始獸齒下目的物種，之後被認為是原始合弓類的垃圾箱类群，演化位置位於盤龍目。

## 外部連結
- The main groups of non-mammalian synapsids at Mikko's Phylogeny Archive（页面存档备份，存于）